# Monumento natural Árbol Timbó de Jardín América
El monumento natural Árbol Timbó de Jardín América es un árbol de la especie Enterolobium contortisiliquum ubicado en el municipio de Jardín América, departamento San Ignacio en la provincia de Misiones, Argentina. Declarado por ley n.º 4061 sancionada el 10 de junio de 2004.

## Localización

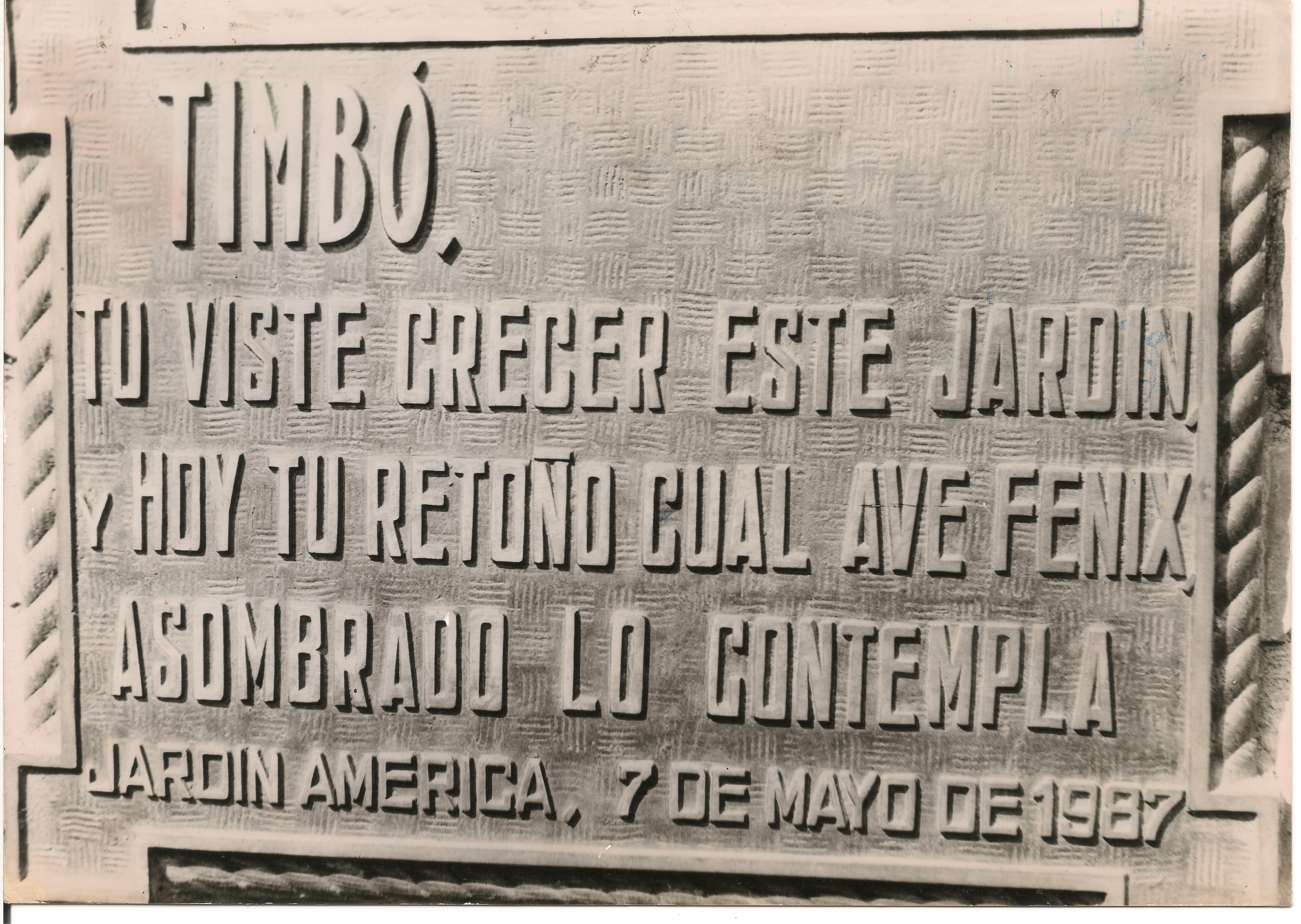
Placa en el monumento natural Árbol Timbó de Jardín América (jueves 7 de mayo de 1987).

El ejemplar arbóreo de la especie autóctona misionera “timbó” –Enterolobium contortisiliquum, se encuentra localizado en el Lote 1-C, parcela 10, manzana 17, municipio Jardín América.

### Monumentos naturales
ARTÍCULO 14.- Son Monumentos Naturales los sitios, especies vivas y plantas, ambientes naturales y yacimientos arqueológicos y paleontológicos de relevante y singular importancia científica, estética o cultural, declarados como tales por leyes especiales y a los cuales se les acuerda protección absoluta. Son inviolables, no pudiendo realizarse en ellos actividad alguna con excepción de visitas guiadas que garanticen el principio de intangibilidad absoluta, inspecciones oficiales o investigaciones científicas permitidas por la autoridad de aplicación y la necesaria para su cuidado.

La Ley XVI - º 73 (antes Ley 4061) -en su artículo 1°, declara monumento natural al Timbó de Jardín América, con los alcances determinados por la Ley de Áreas Naturales Protegidas Ley XVI – N.º 29 (Antes Ley 2932).

ARTÍCULO 1.- Declárase Monumento Natural, con los alcances determinados por la Ley de Áreas Naturales Protegidas Ley XVI – Nº 29 (Antes Ley 2932), el ejemplar arbóreo de la especie autóctona misionera “timbó” –Enterolobium contortisiliquum, localizado en el lote 1-C, parcela 10, manzana 17, Municipio Jardín América, Departamento San Ignacio.

## Historia
Al costado de la Ruta Nacional N°12, frente al lugar donde hoy se encuentra el casino local, se levantaba el gigantesco ejemplar del timbó que por su tamaño se convirtió en un referente ineludible de la localidad.

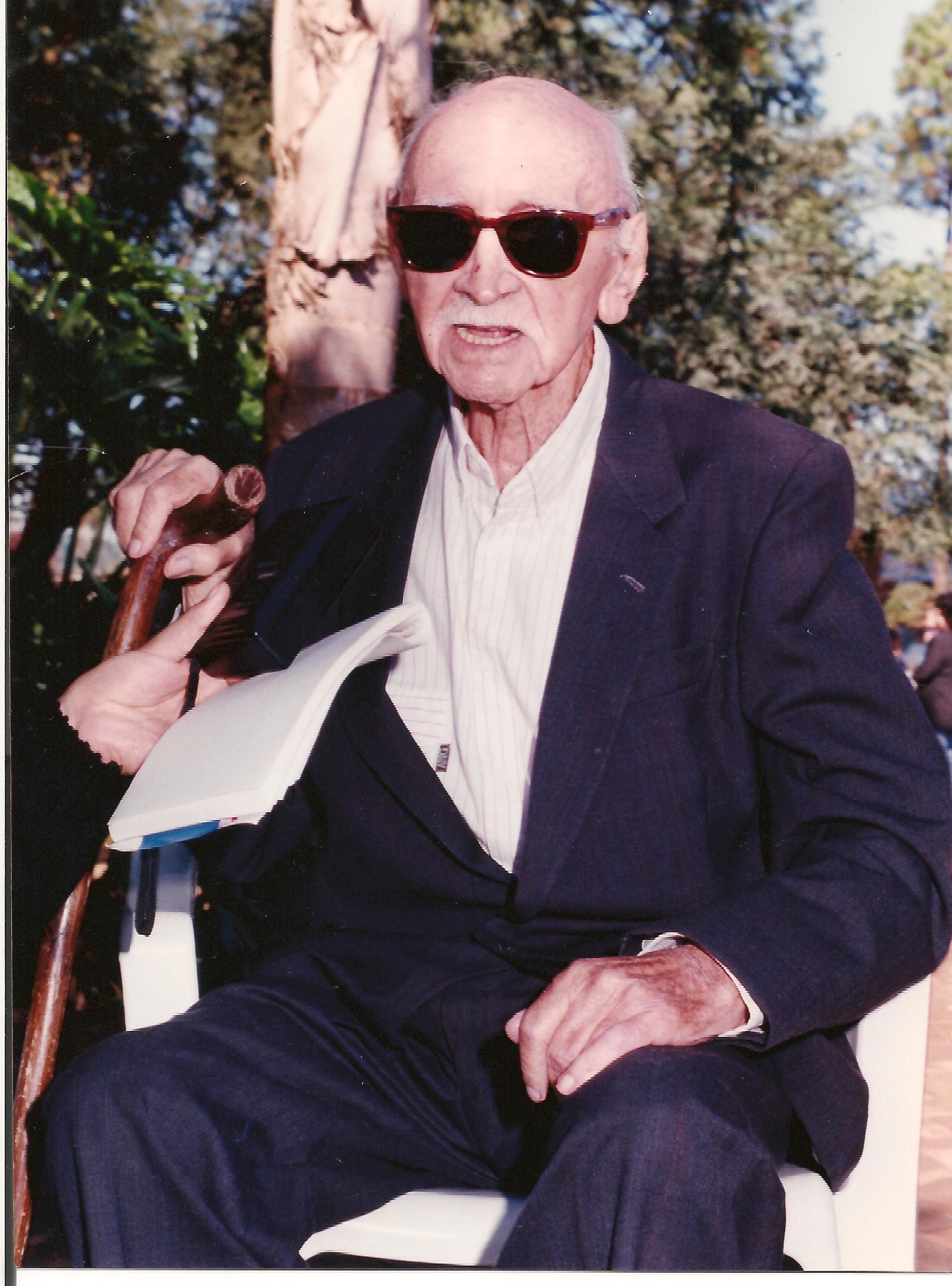
Miguel Romer, pionero de Jardín América, ubicó en el viejo árbol de timbó al primer campamento de primeros pobladores.

A su sombra se ubicó el primer campamento del pionero Don Miguel Romer, durante muchos años se hicieron allí diversas fiestas (allí nace el Festival Infantil Provincial de Folklore) e incluso cumplió la función de Terminal de ómnibus en un pequeño lazo de tiempo. 
Es considerado como el orgullo de la ciudad, admirado y ponderado por muchos que pasaban por el pueblo; incluso uno de los clubes deportivos locales recibe el nombre de «El Timbó». 
En 1976 fue talado y con el tiempo surgió un retoño del árbol que se trasplantó en la Plaza Colón, ubicada en el centro de la ciudad.

## Lugares en homenaje
Dos barrios de Jardín América llevan su nombre como homenaje al histórico árbol de la ciudad: Barrio Timbó y Barrio Timbocito.
También existe el Club Social y Deportivo El Timbó, cuyo logo evoca el recuerdo del árbol local.

## Galería

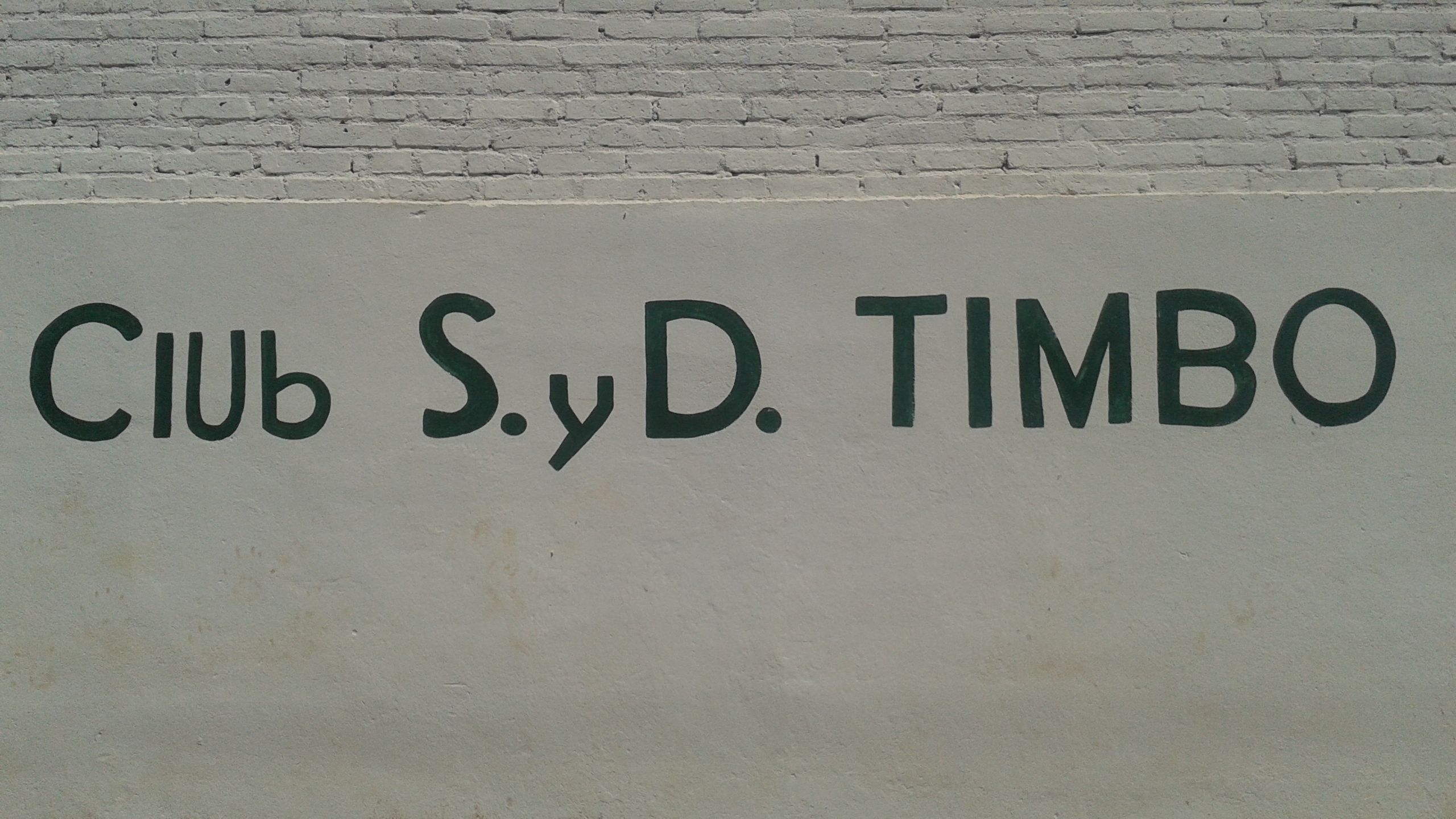
Club Social y Deportivo El Timbó En homenaje al árbol autóctono
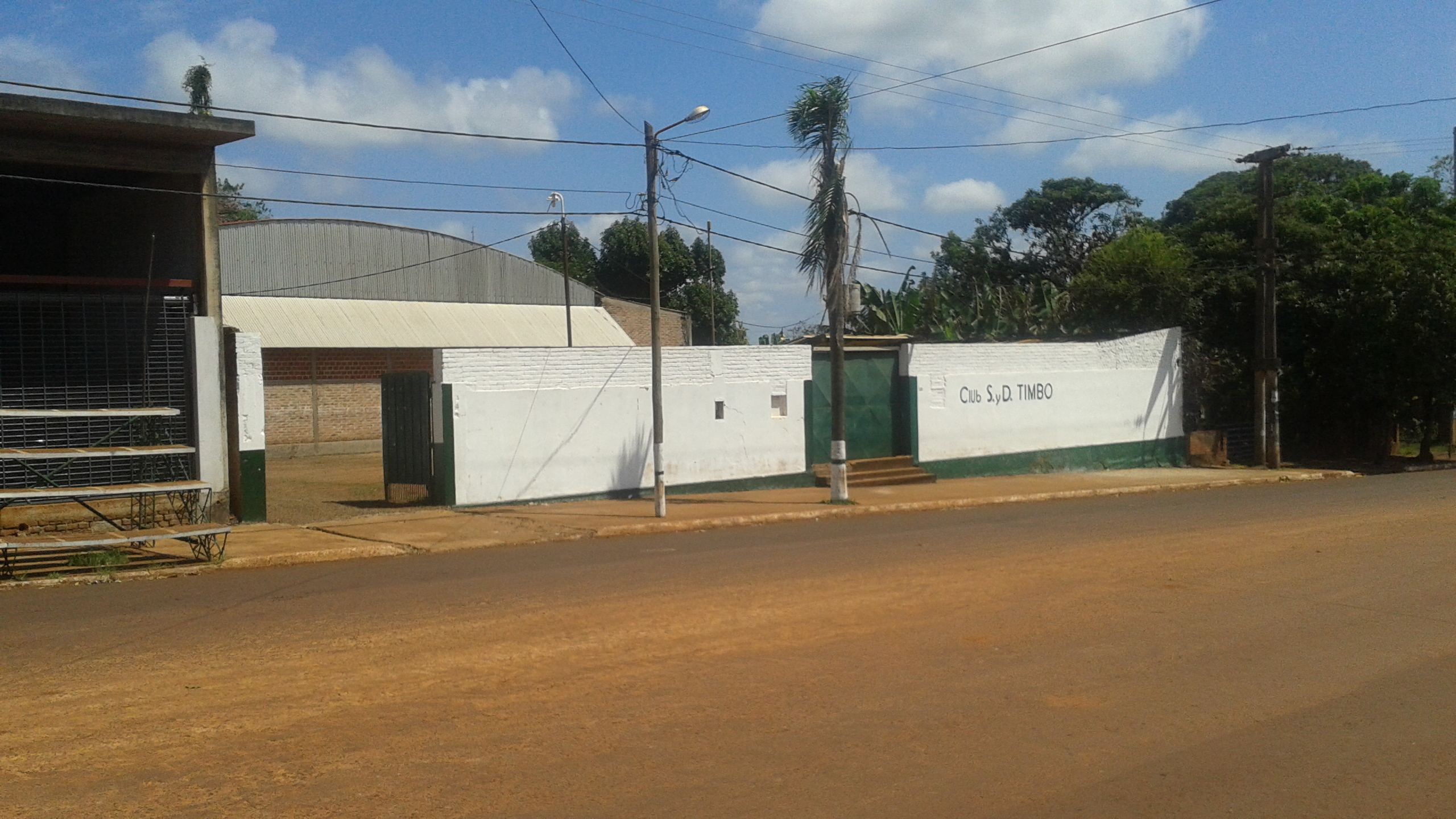
Club Social y Deportivo El Timbó Jardín América
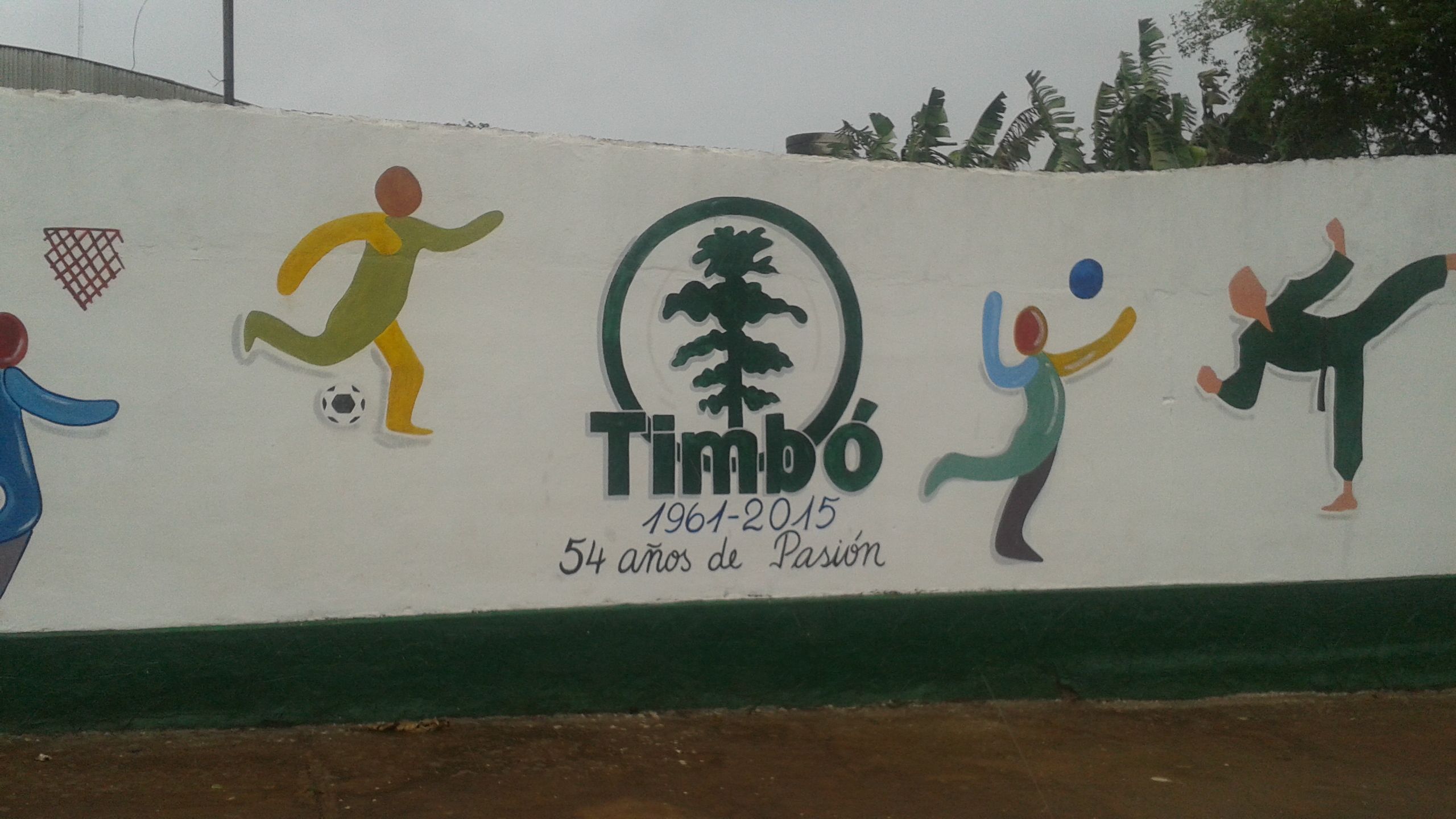
El Timbó Nuevo diseño de logo
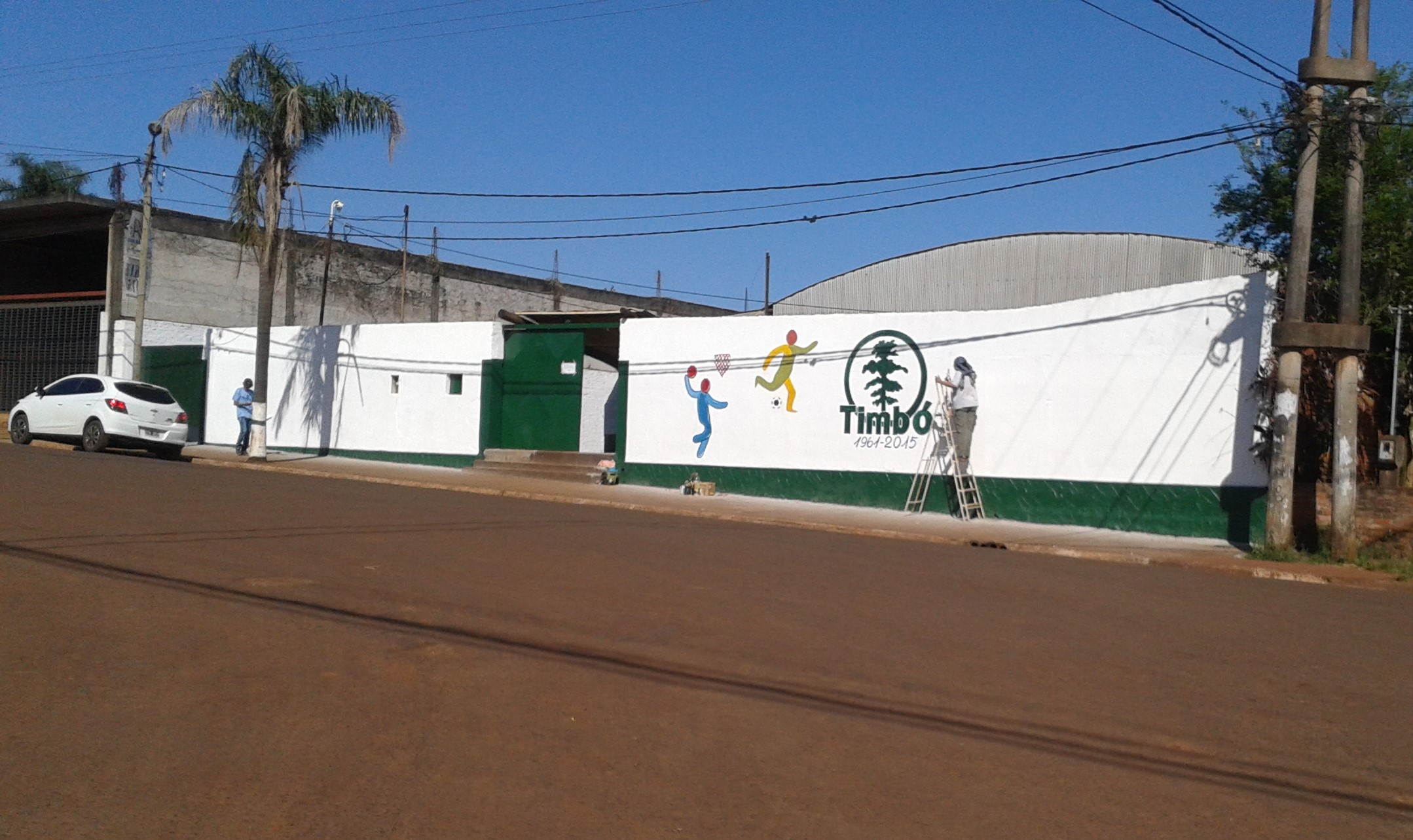
Club El Timbó (2015)